# Pioneer 2
La sonda Pioneer 2 es la última de las sondas espaciales del proyecto Able, junto con las sondas Pioneer 0 y Pioneer 1.
Concebida para una duración aproximada de una semana, y con una construcción y un diseño semejante a sus dos antecesoras, Pioneer 2 pesaba 39 kg. En su interior podemos encontrar los mismos aparatos científicos que los anteriores prototipos: una cámara de televisión, un magnetrómetro, un detector de impactos de micrometeoritos y un detector de radiaciones. Respecto a las anteriores, solo se mejoró su sistema de TV y se le incorporó un detector de radiaciones.

## La misión
Su misión principal era llegar a la órbita de la luna, tomar imágenes de televisión, estudiar los impactos de los micrometeoritos y estudiar las radiaciones del espacio. Por problemas técnicos, esta sonda no duró más de 6 horas y 52 minutos, alcanzando una altitud de 1550 km de altura. Entre los datos que consiguió en su misión, hay que destacar, sus observaciones sobre el flujo energético que existe en las zonas ecuatoriales de la Tierra que era mucho mayor de lo que se esperaba.